# 빅 블루 (TV 시리즈)

## 방송 일시
| 방송 채널 | 방송일                           | 방송 시간 |
| --------- | -------------------------------- | --------- |
| EBS 1TV   | 2022년 3월 2일 ~ 2023년 2월 21일 | 종료      |

## 등장 인물
- 레티(영어: Lettie; 한국어 성우: 전해리; 원어 성우: 바이아 왓슨 [Bahia Watson])
- 레모(영어: Lemo; 한국어 성우: 남도형; 원어 성우: 케빈 두하니 [Kevin Duhaney])
- 필(영어: Phil; 한국어 성우: 엄상현; 원어 성우: 제레미 해리스 [Jeremy Harris])
- 프레디(영어: Freddie; 한국어 성우: 이상준; 원어 성우: 탈 슐만 Tal Shulman)
- 베이컨 베리(영어: Bacon Berry; 한국어 성우: 장예나; 원어 성우: 티아나 맥더프 Tianna Macduff)
- 크릴 제독(영어: Admiral Krill; 한국어 성우: 전태열; 원어 성우: A. C. 피터슨 A. C. Peterson)